# Santa Sílvia (título cardinalício)
Santa Sílvia  (em latim: Sanctæ Silviæ) é um título cardinalício que foi instituído pelo Papa João Paulo II em 21 de fevereiro de 2001. A igreja titular deste título é Santa Silvia, no quartiere Portuense.

## Titulares protetores
- Jānis Pujāts (2001 - atual)